# Natacha Koutchoumov

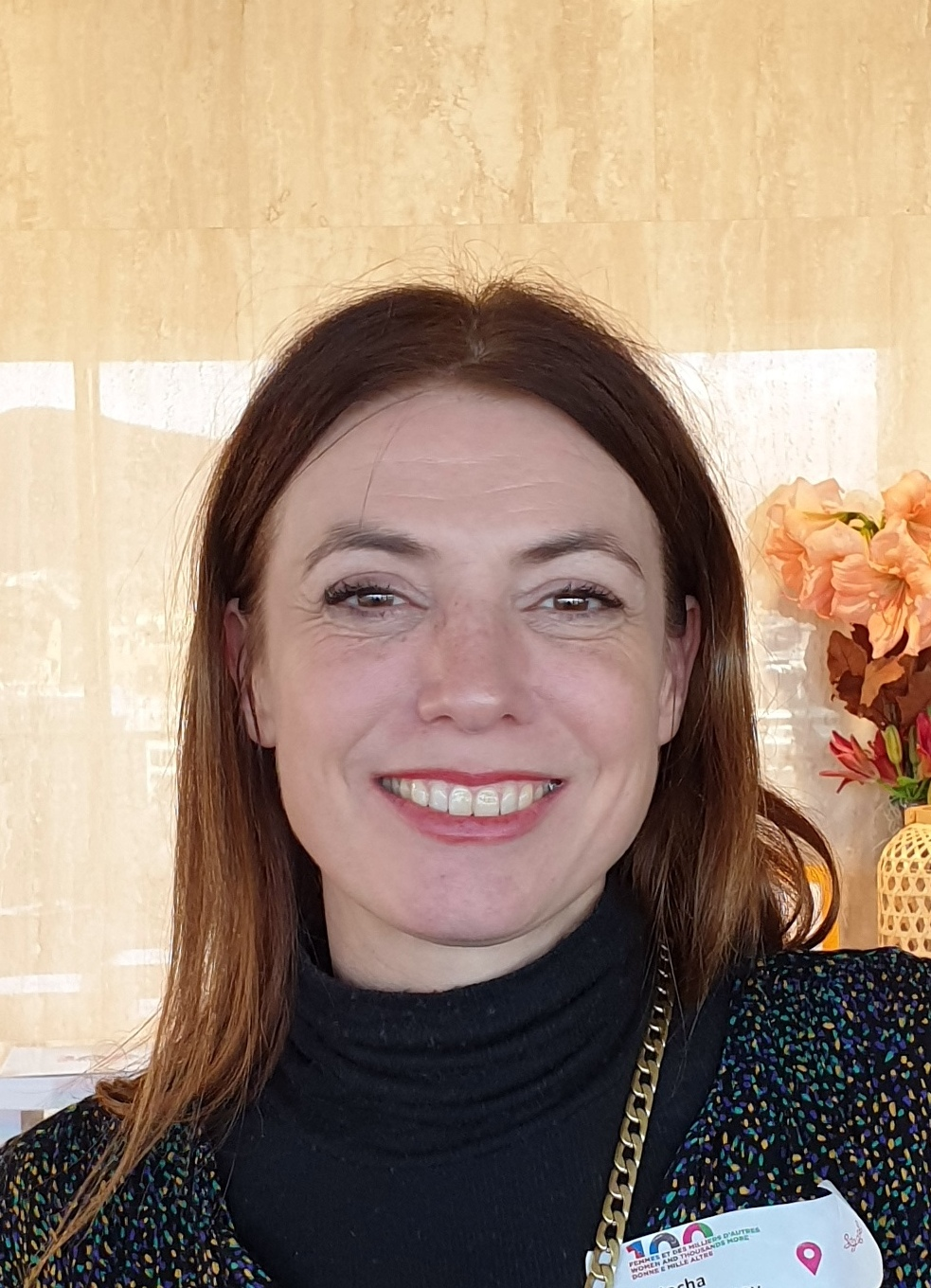
Natacha Koutchoumov

Natacha Koutchoumov (* 1975 in Genf, Schweiz) ist eine französisch-schweizerische Schauspielerin, Regisseurin, Autorin und Lehrerin. Sie wurde im Januar 2017 gemeinsam mit Denis Maillefer zur Ko-Direktorin der Comédie de Genève ernannt.

## Biographie
Natacha Koutchoumov wurde als Tochter eines russisch-italienischen Vaters und einer schottisch-französischen Mutter geboren. Sie begann als Teenager mit der Schauspielerei, indem sie Workshops am Genfer Konservatorium besuchte. Nach dem Abschluss des Gymnasiums zog sie nach New York und verbrachte ein Jahr an der Fordham University, wo sie sich auf das Theater konzentrierte. Danach zog sie nach Paris, wo sie an der Sorbonne studierte. An der prestigeträchtigen „École de la rue Blanche“ (ENSATT) in Paris setzte sie drei Jahre lang ihre Ausbildung als Schauspielerin fort. Danach arbeitete sie regelmäßig im Theater und Kino, sowohl in Frankreich als auch in der Schweiz. Sie unterrichtet regelmäßig an der „La Manufacture, Haute école des arts de la scène“ (HETSR), an der „Haute École d’art et de design Genève“ (HEAD) und an der „École cantonale d’art de Lausanne“ (ECAL).

## Kino
- 2000: Vatel von Roland Joffé
- 2000: Change moi ma vie von Liria Bégéja
- 2002: Un homme sans histoire von Pierre Maillard
- 2003: Garçon stupide von Lionel Baier (nominiert für die beste Nebenrolle beim Schweizer Filmpreis)
- 2004: La confiance règne von Étienne Chatiliez
- 2006: Comme des voleurs (à l’est) von Lionel Baier
- 2008: Un autre homme von Lionel Baier
- 2009: Comme le temps passe von Cathy Verney
- 2010: Dernier étage, gauche, gauche von Angelo Cianci
- 2012: Opération Libertad von Nicolas Wadimoff
- 2015: Le barrage von Samuel Grandchamp

## Fernsehen
- 2001: L'Héritier von Christian Karcher
- 2001: Génération 01 von Jean Marc Frohle und Noël Tortajada
- 2004: Vénus von Apollon Episode 8
- 2005: Marilou Serie von Yves Mathey und Véronique Amstutzt
- 2006: Marilou
- 2006: Les Archives secrètes von Noël Tortajada
- 2006: Pas de panique von Denis Rabaglia
- 2009: T’es pas la seule ! von Pierre-Antoine Hiroz
- 2010: 10 von Jean-Laurent Chautems, Serie